# NS호서
NS호서(New Star Hoseo)는 대한민국의 스타크래프트 II 프로게임단이었다.
서울호서전문학교의 지원을 받아 2011년 2월 25일 팀을 창단했으며, 2013년 7월 31일 해체되었다.

## 역사
스타크래프트와 스타크래프트 II의 클랜으로 활동하던 NsP(New Star Player)가 서울호서전문학교의 지원을 받아 2011년 2월 25일 창단하였다.
2013년 7월 31일 이스포츠 연맹이 NS호서의 해체를 발표했다. 기존 소속 선수들은 해외 게임단이나 이스포츠 연맹 소속의 프로게임단에 입단하게 되었다.

## 주요 성적
- 2011 GSTL 시즌 1 플레이오프 4강
- IPL Team Arena Challenge 2 준우승
- 2012 HOT6 GSTL Season 2 플레이오프 4강
- 2013 HotS GSTL Pre Season 4강

## 주요 종목
- 스타크래프트 II

## 전 NS호서 선수단 타 팀 입단 결과
| 선수 이름 | 종족 및 포지션 | 입단 팀           |
| --------- | -------------- | ----------------- |
| 정지훈    | Terran         | MYinsanity        |
| 신기훈    | Protoss        | DuSt Gaming       |
| 김태균    | Zerg           | SouL              |
| 김정훈    | Protoss        | 인크레더블 미라클 |
| 이상민    | Protoss        | FXOpen            |
| 김기용    | Terran         | 스타테일          |
| 권혁재    | Zerg           | MVP               |

## 같이 보기
- 글로벌 스타크래프트 II 리그
- 서울호서전문학교